# Reial Club de Tennis del Turó
El Reial Club de Tennis del Turó és una entitat esportiva fundada el 1905 amb el nom de Lawn Tennis Turó.

## Història
Els orígens del club es remunten a 1903, com a entitat recreativa cultural. De 1905 fins a 1911, estava ubicat en el camp de Galvany, en el terme municipal de Sarrià, a l'actual Turó Parc. Entre 1911 i 1969 les instal·lacions es van ubicar al solar delimitat per carrers de Via Augusta, Santaló i Descartes. El 1924 tenia 404 socis. La seu central del club, encarada cap el turó de Modolell, mostrava una excel·lent perspectiva de la masia de Can Castelló.
El 1969, es van traslladar a la avinguda Diagonal, en un espai amb més de 26.300 metres quadrats molt a prop del Reial Club de Polo. L'any 1980 tenia 2.300 socis, 1.100 el 1990 i 600 el 2003, quan l'empresa David Lloyd Leisure va assumir la direcció del club i va canviar la seva denominació a "David Lloyd Club Turó", reformant les instal·lacions, que conten amb 12 pistes de tennis, 12 de pàdel, una piscina exterior i un spa.